# Августин (Половецкий)
Архимандрит Августин (в миру Александр Половецкий; 15 ноября 1955, Севастополь — 13 сентября 1996, Белгородская область) — театральный художник, священнослужитель (1989), наместник Балаклавского Свято-Георгиевского монастыря (1994—1996). За своё служение принял участие в восстановлении сразу нескольких храмов Крыма, причём некоторые из них расписал лично.

## Биография
Родился 15 ноября 1955 года в Севастополе. Срочную службу проходил в 1973 году в ВМФ СССР. В 1977 году поступил в Школу-студию МХАТ в Москве. Работал художником-постановщиком в севастопольских театрах.
С весны 1989 года реставрировал мозаики в Свято-Никольском храме на Северной стороне, служил рабочим в алтаре. В августе 1989 года он был рукоположён в диаконы, а через три месяца в сан священника. Первый приход получил в Балаклаве в Храме святых Двенадцати апостолов, где занялся его восстановлением. В это же время он занимался восстановлением Церкви святых равноапостольных Константина и Елены в селе Флотском.
Правящий архиерей благословил его на поступление в Одесскую духовную семинарию. В 1992 году отец Александр был назначен настоятелем церкви Св. Троицы Живоначальной при Инкерманском Свято-Климентовском монастыре. Энергично приступил к возобновлению обители. Лично расписал иконостас, в 1994 году в монастырь из Киево-Печерской лавры вернули частицу мощей святого покровителя севастопольской земли священномученика Климента.
Отец Александр 22 августа 1994 года принял монашеский постриг с именем Августин. Через восемь дней его назначили наместником Балаклавского Свято-Георгиевского монастыря. По проекту и при непосредственном участии наместника восстанавливался древний пещерный храм Рождества Христова. В 1995 году он начал восстановительные работы в Спасо-Преображенском скиту, недалеко от села Терновка. В самом селе вместе с отцом Борисом способствовал устройству храма св. прмч. Евстратия Киево-Печерского.
За семь лет трудами и заботами архимандрита Августина на севастопольской земле были возобновлены два монастыря, скит и три храма.
13 сентября 1996 года архимандрит Августин и иеромонах Агапит (Маланич) возвращаясь из Москвы погибли в автомобильной катастрофе под Белгородом. Отпеты и погребены 16 сентября 1996 года в стенах возрожденной архимандритом Августином Свято-Климентовской обители. Службу вёл архиепископ Симферопольский и Крымский Лазарь (Швец).